# Christian Schneider (Verwaltungsjurist)
Christian Schneider (* 5. März 1964 in Mülheim an der Ruhr) ist ein deutscher politischer Beamter. Er ist seit 2021 als Ministerialdirektor der Amtschef im Ministerium für Landesentwicklung und Wohnen Baden-Württemberg.

## Leben
Schneider studierte Jura an der Friedrich-Alexander-Universität Erlangen-Nürnberg und legte 1989 das erste Staatsexamen ab. Anschließend begann er seine Referendarausbildung am Oberlandesgericht Nürnberg, die er 1992 mit dem zweiten Staatsexamen abschloss. Daraufhin arbeitete er von 1992 bis 1997 als wissenschaftlicher Assistent am Lehrstuhl für Strafrecht, Strafprozessrecht und Kriminologie der Friedrich-Alexander-Universität und legte 1996 seine Promotion zum strafrechtlichen Thema „Tun und Unterlassen beim Abbruch lebenserhaltender medizinischer Behandlung“ ab.
Schneider war anschließend von Juli 1997 bis Juli 1999 in der Finanzverwaltung in Sachsen, von Juli 1999 bis März 2000 in der Finanzverwaltung Nordrhein-Westfalen sowie von März bis Oktober 2000 als Staatsanwalt tätig. Von Oktober 2000 bis April 2002 arbeitete er in der Finanzverwaltung des Landes Baden-Württemberg. Anschließend war er bis Januar 2005 als parlamentarischer Berater für die CDU-Fraktion im Landtag von Baden-Württemberg tätig. Bis 2010 folgten dann Aufgaben als persönlicher Referent des Staatssekretärs im Ministerium für Finanzen Baden-Württemberg (Februar bis April 2005) und als Büroleiter von Wolfgang Reinhart während dessen Amtszeit als Bevollmächtigter in der Vertretung des Landes Baden-Württemberg beim Bund (Mai 2005 bis Juni 2008) sowie als Minister für den Geschäftsbereich Staatsministerium, Europa und Bund im Staatsministerium Baden-Württemberg (Juni 2008 bis Juni 2010). Schneider war von Juli 2010 bis Oktober 2015 Regierungsvizepräsident im Regierungspräsidium Stuttgart sowie von November 2015 bis 2016 Regierungsvizepräsident im Regierungspräsidium Tübingen. Von 2016 bis 2021 war er Fraktionsgeschäftsführer der CDU-Fraktion im baden-württembergischen Landtag. Er kandidierte im Februar 2019 bei der Oberbürgermeisterwahl in Reutlingen, unterlag jedoch SPD-Kandidat Thomas Keck.
Seit Mai 2021 ist Schneider Ministerialdirektor und Amtschef unter Ministerin Nicole Razavi (CDU) im neugegründeten Ministerium für Landesentwicklung und Wohnen Baden-Württemberg.

## Privates
Schneider ist verheiratet und hat zwei Töchter.